# Uí Garrchon
Los Uí Garrchon eran la principal subdivisión de los Dál Messin Corb, que fue la dinastía gobernantede Leinster, Irlanda durante gran parte del siglo V. Sus principales adversarios fuera de Leinster fueron los ascendientes Uí Néill. Sus reyes conocidos incluyen:
- Driccriu
- Cilline mac Rónain
- Marcán mac Cilline
- Fincath mac Garrchu, murió 485
- Fráech mac Finchada, murió 495